# Siebenzeiler
Ein Siebenzeiler (auch Septett) ist in der Verslehre eine aus sieben Versen bestehende Strophen- oder Gedichtform. Als spezifische Formen sind zu nennen der Rhyme royal in der englischen, die Seguidilla in der spanischen und die Lutherstrophe in der deutschen Literatur.

## Beispiele
Reimschema aabcccb: 
Cante una chata de Provènça.
Dins leis amors de sa jovènça,
A travès de la Crau, vèrs la mar, dins lei blats,
Umble escolan dau grand Omèra,
Ieu la vòle seguir. Come èra
Rèn qu’una chata de la tèrra,
En fòra de la Crau se n’es gaire parlat
(Frédéric Mistral, Mirèio)
Reimschema ababbcc (Rhyme royal):
Look westward o’er the steaming rain-washed slopes,
Now satisfied with sunshine, and behold
Those lustrous clouds, as glorious as our hopes,
Softened with feathery fleece of downy gold,
In all fantastic, huddled shapes uprolled,
Floating like dreams, and melting silently,
In the blue upper regions of pure sky.
(Emma Lazarus, Longing)
Reimschema ababbaa:
This is a spray the Bird clung to,
Making it blossom with pleasure,
Ere the high tree-top she sprung to,
Fit for her nest and her treasure.
Oh, what a hope beyond measure
Was the poor spray’s, which the flying feet hung to, –
So to be singled out, built in, and sung to!
(Robert Browning, Misconceptions)
Reimschema abbaacc:
Zu Dionys, dem Tyrannen, schlich
Damon, den Dolch im Gewande:
Ihn schlugen die Häscher in Bande,
„Was wolltest du mit dem Dolche? sprich!“
Entgegnet ihm finster der Wüterich.
„Die Stadt vom Tyrannen befreien!“
„Das sollst du am Kreuze bereuen.“
(Friedrich Schiller, Die Bürgschaft)